# Tincho Zabala
Martín Pedro Zabalúa Marramoti, conocido como Tincho Zabala (Montevideo; 4 de febrero de 1923 – Buenos Aires; 23 de febrero de 2001), fue un actor y humorista uruguayo de televisión, cine, radio y teatro.

## Biografía
Hijo del actor argentino Martín Zabalúa y hermano del músico Martín Zabalúa Jr. En 1927 fue llevado por su familia a Argentina, donde inició su carrera en la radio en 1937 en la radio La Voz del Aire y después en El Mundo, actuando en diversos radioteatros como Los Pérez García y programas cómicos como El Relámpago y La craneoteca de los genios, donde él recordaba que ganaba $25 mensuales. En los años 40 debutó en teatro siendo adolescente con los artistas más prestigiosos de aquella época como Luis Sandrini, Enrique Santos Discépolo, Milagros de la Vega y Eva Franco, actuando en obras como Chifladas y mentirosas, de Enrique Carreras, Así es la vida, de Arnaldo Malfatti y Nicolás de las Llanderas, Los rústicos, de Goldoni, Los mirasoles, de Julio Sánchez Gardel, en los clásicos Sueño de una noche de verano y Las alegres comadres de Windsor, en el Teatro General San Martín durante las temporadas 1964-1965, La venganza de Don Mendo, de Muñoz Seca, como así también en los vodeviles de Georges Feydeau El pavo y Prohibido cazar de noche, o en los musicales Aplausos, Pippin y Hello, Dolly, con Libertad Lamarque. En el Teatro Lassalle, dirigido por Norma Aleandro actuó en La venganza de Don Mendo, El día que secuestraron al Papa, con Raúl Rossi y Rosa Rosen y Sucedió en la oscuridad, entre otras.
En 1950 debutó en cine en Una noche en El Relámpago, de Miguel Coronato Paz. Luego filmó varias películas en las que cumplió papeles de apoyo donde mostró su simpatía y gracia. En 1959 participó en la película El negoción, con Luis Tasca. Luego de un largo tiempo sin hacer cine es convocado para integrar el elenco de La pérgola de las flores, de 1965 y un año después acompañó a Fina Basser y Jorge Barreiro en Hotel alojamiento.
Sus actuaciones más destacadas las cumplió en Los chantas, de José A. Martínez Suárez, No te mueras sin decirme adónde vas y El verso. En 1975 actuó al lado de Alberto Olmedo en Mi novia el..., con Susana Giménez, y en 1980 compuso el personaje de un inspector en Operación Comando, con Don Pelele. En esta década incursionó en filmes como Buenos Aires Tango, con un personaje más serio al igual que en Las barras bravas, con Tita Merello. En 1985 secundó a Jorge Porcel en la película picaresca Mirame la palomita y filmó en Mar del Plata con Tristán y Susana Traverso Camarero nocturno en Mar del Plata en 1986. Luego, continuó actuando con asiduidad en todos los medios; pero en cine cumplió roles en películas, generalmente, de escaso éxito durante los años siguientes. Compuso el personaje de «Don Genaro» en Brigada explosiva contra los ninjas y el de «Francisco Berlovento» en Atracción peculiar, de Enrique Carreras.
Desde los años 60 incursionó en la televisión, donde se destacó componiendo el personaje de «Victoriano Barragán», del que se recuerda su frase: «No, no... no puedo decir que no». En 1980 participó en Mancinelli y familia como esposo de Diana Maggi; y después, en 1982, fue uno de los jubilados que integraban la banca junto a Vicente Rubino, Tino Pascali, Rafael Carret y Guido Gorgatti. A finales de los años 70 trabajó en el ciclo Los hijos de López, que se emitía por la entonces ATC y en donde compartía cartel con  Alberto Martín, Emilio Disi y Jorge Martínez. A partir de los años ochenta secundó a otras figuras del espectáculo en ciclos como Romanzo, Es tuya... Juan, Fiesta y bronca de ser joven, Esos que dicen amarse, Con pecado concebidas, El día que me quieras, entre otros. Actuó con Marianito Bauzá en varios ciclos y en la obra Dos señores atorrantes y con Nelly Beltrán en televisión en Pérez Delgado y señora.
Obtuvo varios premios y reconocimientos por sus diferentes labores actorales. Ganó un premio Konex en 1981 (el año dedicado a los espectáculos), otro otorgado por sus colegas de la Asociación Argentina de Actores en 1992 y también la Cruz de Malta, con la que fue condecorado en 1993. También fue distinguido en tres oportunidades (1962, 1971 y 1991) con el premio Martín Fierro, por diferentes performances televisivas. En el área cinematográfica, ganó en 1995 el premio Cóndor de Plata por su actuación en la película No te mueras sin decirme adónde vas, de Eliseo Subiela.
En 1988 y 1990 actuó en la telenovela Amándote y Amándote II con Arnaldo André y Lupita Ferrer, encarnando a  Román Arana.
En 1989 actuó en la telenovela La extraña dama con Luisa Kuliok, Jorge Martínez y Gustavo Garzón por Canal 9.
En 1991 se reunió junto a otros grandes de la escena e intervino en Hoy ensayo hoy, de Rodolfo Graziano, en el Teatro de la Ribera. En los últimos años siguió vigente actuando en televisión en Primicias y Verano del 98, con labores destacables, y en 1999 realizó su última intervención cinematográfica en Ángel, la diva y yo, de Pablo Nisenson. A fines de 1980 había sido operado del corazón y en noviembre de 2000 se le puso un by pass en la pierna. Tiempo después debió ser atendido quirúrgicamente por una infección hospitalaria, de la que falleció a los 78 años el 23 de febrero de 2001 en Buenos Aires. 

## Filmografía
- 1950: Una noche en El Relámpago (inédita)
- 1951: ¡Qué tiempos aquellos!.
- 1954: Dringue, Castrito y la lámpara de Aladino.
- 1955: Escuela de sirenas... y tiburones.
- 1959: El negoción.
- 1965: La pérgola de las flores.  (Primer Premio a la mejor película argentina de 1965 )
- 1965: Muchachos impacientes.
- 1965: Villa Delicia, playa de estacionamiento, música ambiental.
- 1966: Hotel alojamiento.
- 1969: Kuma Ching.
- 1972: Las píldoras.
- 1973: ¡Quiero besarlo, señor!.
- 1975: Los chantas.
- 1975: Mi novia el....
- 1976: Crecer de golpe.
- 1977: Las turistas quieren guerra.
- 1979: Expertos en pinchazos.
- 1980: La discoteca del amor.
- 1980: Los hijos de López.
- 1980: Operación Comando.
- 1981: Abierto día y noche.
- 1981: Ritmo, amor y primavera.
- 1981: Sucedió en el fantástico Circo Tihany.
- 1982: Buenos Aires tango (inédita - 1982)
- 1985: Las barras bravas.
- 1985: Mirame la palomita.
- 1986: Brigada explosiva contra los ninjas.
- 1986: Camarero nocturno en Mar del Plata.
- 1988: Atracción peculiar.
- 1988: Los pilotos más locos del mundo.
- 1989: La extraña dama
- 1993: Muchas gracias maestro.
- 1994: Maestro de pala.
- 1995: El verso.
- 1995: No te mueras sin decirme adónde vas.
- 1999: Ángel, la diva y yo.
- 1999: El mar de Lucas - Frutero

## Teatro
- Dos señores atorrantes. (En el Circo-Teatro Arena, Buenos Aires)
- Chifladas y mentirosas de Enrique Carreras
- Así es la vida de Arnaldo Malfatti y Nicolás de las Llanderas
- Los rústicos
- Los Mirasoles
- Ritmo en televisión
- La locura del Mambo
- Sueño de una noche de verano de William Shakespeare
- Las alegres comadres de Windsor de William Shakespeare
- La venganza de Don Mendo de Pedro Muñoz Seca
- El Pavo
- Prohibido cazar de noche
- Aplausos con dirección de Daniel Tinayre
- La jaula de las locas de Jean Poiret
- Pippin de Roger O. Hirson.
- Hello Dolly con dirección de Daniel Tinayre
- Las Pildoras con dirección de Dario Vittori
- Cyrano de Bergerac de Edmond Rostand.
- El cántaro Roto de Heinrich von Kleist.
- La manzana feliz con dirección y traducción de China Zorrilla
- El día que secuestraron al Papa de Joao Bethencourt
- Sucedió en la oscuridad
- Hoy ensayo hoy de Rodolfo Graziano
- La Nona de Roberto Cossa
- Aroma de tango con dirección de María Elena Machelett.
- ¿Será virgen mi marido?

## Video
- 1992: SexHumor

## Televisión
- 1955: Música bajo las estrellas con Héctor y su jazz (espectacular conjunto de la década de 1950), Patricia Castell, Elena de Torres, Héctor Gagliardi, Fernando Torres, Sara Benítez y Héctor Gagliardi. Escrito por Héctor García Villar y dirigido por Alfredo Laferriere.
- 1970: La tuerca - (Canal 11 - Canal 13. Canal 9)
- 1980: Mancinelli y familia - Beto Pirusanto. (Canal 13)
- 1980 - 1981: Hilda - Rufino Ávalos (ATC)
- 1988: Amándote - Román Arana (Canal 11)
- 1989: La extraña dama - Tomas Parresi (Canal 9)
- 1989: Honbres de ley - Germán Bonfili (Canal 7)
- 1990: Amándote II - Román Arana (Telefé)
- 1991: Pizza Party - Varios Personajes (Canal 13)
- 1994: Alta comedia Episodio: "Y se quedarán los pájaros cantando..." -  (Canal 9).
- 1996: Chiquititas - Alejandro Clementi. (Telefé)
- 1998 - 1999 - 2000: Verano del 98 - Emilio Vázquez. (Telefé)
- 2000: Primicias - Mario Rocamora (Canal 13)